# Народне семикомплектне початкове училище
Народне семикомплектне початкове училище в Кременчуці. Будівля є пам'яткою архітектури.

## Розташування
м. Кременчук, вул. Чкалова, 3-а

## Опис
Будівля  нинішньої дитячої музичної школи № 1 імені П.І.Чайковського зведена у 1914 році в Троїцькому провулку для семикомплектного (семикласного) народного училища. Будівництвом керував міський технік С. Щелкунов. 
Будинок двоповерховий, цегляний, з напівпідвалом, Г-подібний у плані, перший поверх декорований дощатим рустом. Вікна першого поверху лучкові, другого – прямокутні, наличники із «замками». Наріжні частини будівлі прикрашені  п’ятикутними аттиками, декорованими півкруглими вікнами з потрійними наличниками. Вхід в будівлю розташований з боку вулиці Чкалова. Дверний отвір арочний, декорований колонами.  
У школі № 1 у 1927-1930 рр. навчався Герой Радянського Союзу П.С. Приходько.

## Історія
У довоєнний час у будівлі знаходилася середня школа № 1.
В роки  Другої світової війни у приміщенні школи розміщувалися: евакогоспіталь
Під час тимчасової німецької окупації з початку 1942 до середини 1943 рр. у приміщенні школи був табір для радянських військовополонених
Під час війни будівля була пошкоджена, відбудована на початку 1950-х років і в ній знову працювала загальноосвітня школа № 1.
У школі № 1 у 1927-1930 рр. навчався Герой Радянського Союзу П.С. Приходько.

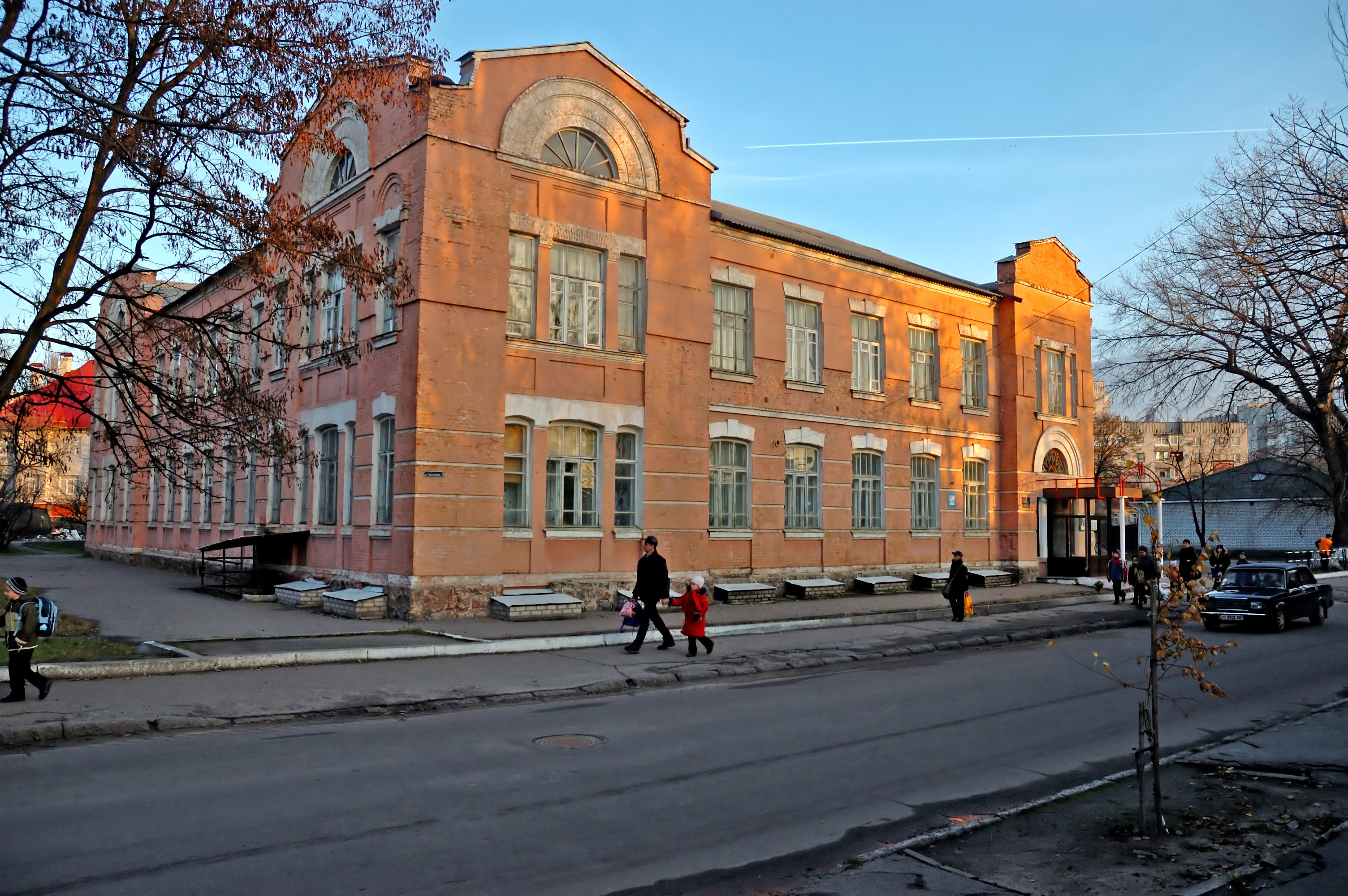

В 1964 році на будівлі загальноосвітньої школи № 1 була встановлена меморіальна дошка П.Приходька, тоді ж школа одержала найменування «середня школа № 1 імені П.Приходька». 
У 1986 році загальноосвітня школа №1 отримала нове приміщення, а нинішню будівлю було надано дитячій музичній школі № 1

## Культурне значення
Дитяча музична школа № 1 вважається однією з найстаріших в колишньому Радянському Союзі.
Зараз Кременчуцька дитяча музична школа № 1 імені П.І. Чайковського є початковим спеціалізованим мистецьким навчальним закладом позашкільної освіти, школою естетичного виховання. 